# 海南乡 (海伦市)
海南乡，是中华人民共和国黑龙江省绥化市海伦市下辖的一个乡镇级行政单位。

## 行政区划
海南乡下辖以下地区：
群山村、海南村、三泉村、同盟村、东新村、解放村、和平村、荣欣村、新富村和河北村。